# Break dance

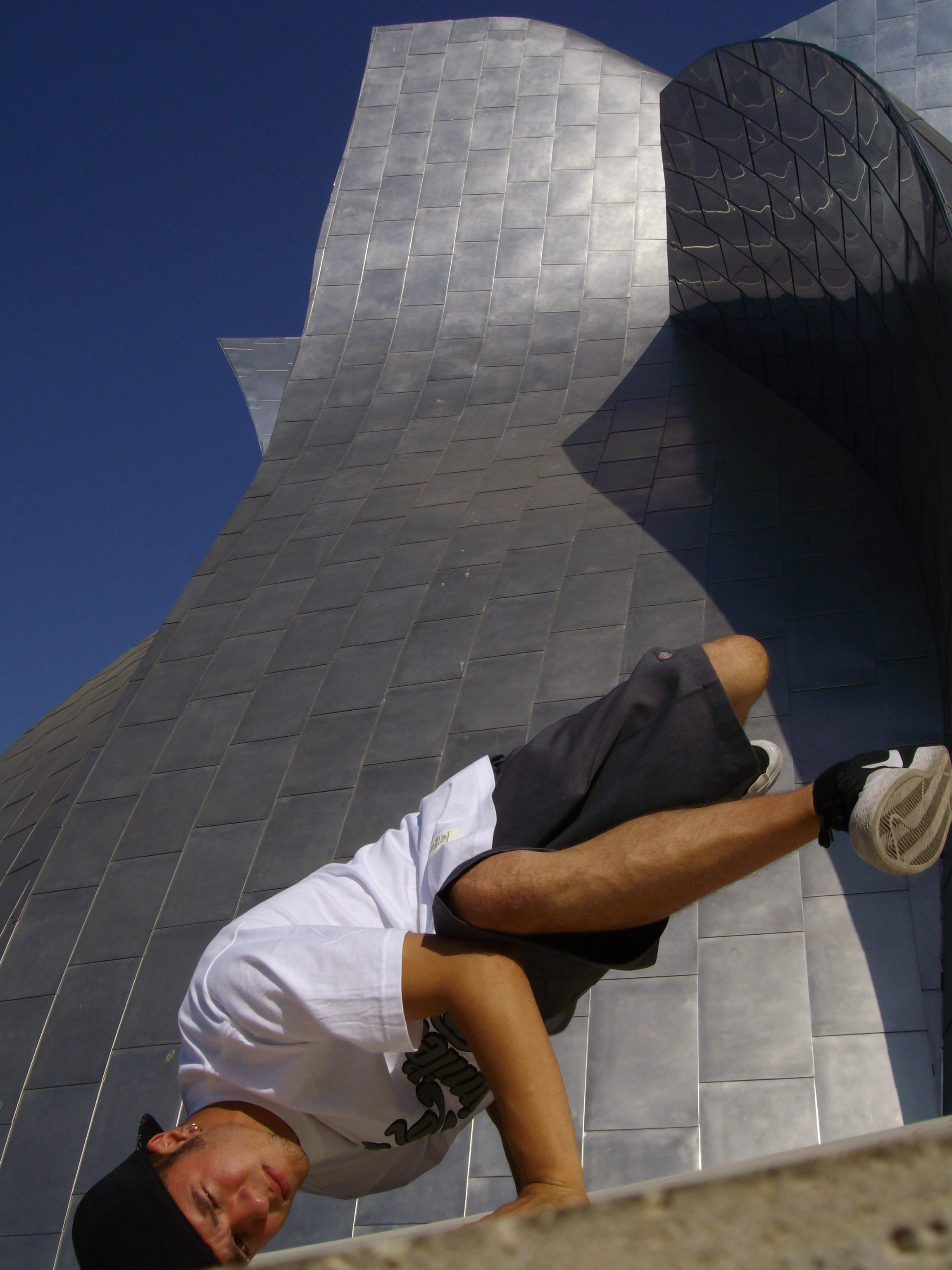
Un b-boy in baby freeze a Los Angeles (2007)

La break dance (grafie alternative: breakdance, break-dance) è una danza di strada sviluppata da teenager afro-americani e latino-americani nel Bronx di New York intorno alle feste casalinghe e di strada organizzate dalla prima comunità hip-hop dal 1973. È conosciuta anche con i termini breaking, b-boying o b-girling.
Kool Herc coniò i termini b-boy e b-girl (abbreviazioni di break-boy e break girl) per identificare chi si scatenava nelle danze durante i break, assoli di percussione che venivano estesi tramite la tecnica del merry-go-round. Si tratta di una danza individuale originariamente svolta all'interno di un cerchio di persone (cypher) e composta da una parte in piedi (toprock) e una serie di movimenti a stretto contatto con il pavimento (footwork, powermove, freeze). Diffusasi a livello globale a partire dalla prima metà degli anni ottanta, insieme a writing, mcing e djing, è considerata una delle discipline che compongono la cultura hip hop.

## Storia

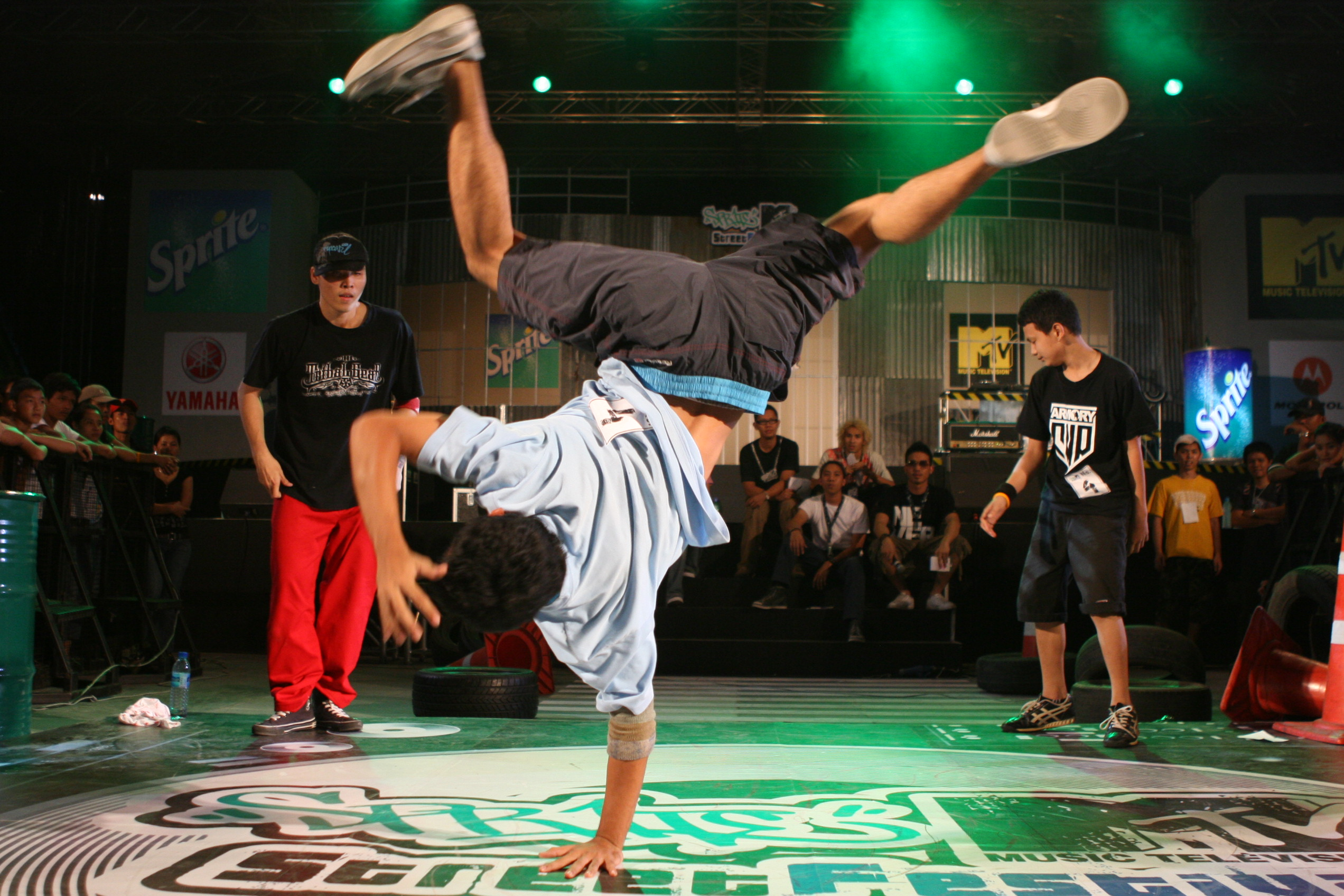
Un b-boy durante l'MTV Street Festival in Thailandia

Le origini di questo tipo di ballo sono incerte. Per convenzione, la sua nascita viene stabilita intorno alla fine degli anni sessanta - prima metà degli anni settanta, ad opera di giovani comunità afroamericane e latine del South Bronx di New York. Prima del fenomeno dei Block Party e della nascita dei breakbeat, alcuni giovani, al ritmo della musica funk e di artisti come James Brown, iniziarono ad abbinare movimenti "in piedi" e "a terra" senza una vera e propria struttura.
Secondo Mr. Wiggles, la storia della break dance si può dividere in 3 fasi.
Questa fase pose le basi per il breaking odierno. Fra il 1968 e il 1973 le guerre territoriali fra gang sconvolgevano il Bronx. Se ne contavano un centinaio per un totale di circa 11 000 adolescenti, di cui il 70% portoricani e il resto neri. Dopo una spirale di odio che provocò la morte di numerosi giovani, grazie alla mediazione dei Ghetto Brothers con i rappresentanti delle maggiori gang come i Black Spades (in cui troviamo un giovane Afrika Bambaataa) e Savage Skulls si giunse ad un trattato di pace al motto di Peace between all gangs and a powerfull unity. La carica aggressiva e lo spirito combattivo proveniente dal periodo delle gang fu utilizzato dai primi b-boy per caratterizzare il proprio modo di ballare. Se ne contavano un centinaio.
I primi b-boy furono: Klark Kent, The Amazing Bobo, James Bonf, Sau Sau, Tricksy, El Dorado Mike, The Nigga Twins. Questi ultimi nel film-documentario The Freshest Kids (2001) sono identificati con molta probabilità come i primi b-boy in assoluto. Come essi stessi dichiarano, alle origini, la maggior parte dei passi erano in piedi e a terra, senza seguire nessuna struttura di base. In questi anni molti movimenti e molti gesti come ad esempio il tipo di up-rock definito Brooklyn Rocking, riprendevano i combattimenti fra gang e spesso servivano per risolvere pacificamente i dissidi fra vari gruppi. 
In questo periodo la comunità afro-americana dominava la scena, mentre quella latina (portoricani in prevalenza) era abbastanza emarginata. Il breaking era una cosa prettamente da "neri".

### Foundation(1975-1979)
(Track 2,)
La seconda fase si apre con l'ascesa del Dj portoricano Charlie Chase che portò alla ribalta lo "stile latino". Tutto ciò permise allo stile di ballo della comunità latina di integrarsi con quello della comunità nera. Molti passi base relativi alle quattro componenti di cui il b-boying moderno è composto, furono introdotti in questi anni da una nuova generazione di b-boy. Prendendo spunto dalla Salsa e dalla capoeira, i portoricani furono i reali creatori della foundation della break dance. Nel 1977 viene fondata la Rock Steady Crew destinata ad essere portavoce delle vere origini del b-boying. Tuttavia nel 1979 erano molti i b-boy che avevano abbandonato la danza per dedicarsi ad altre discipline della cultura hip hop (DJing, Graffiti, Rap) diffondendo non poca crisi e perplessità sul futuro della break dance.

### Powermove Era(1980-1990)
Negli anni ottanta, la Rock Steady Crew di New York, grazie al giovane Crazy Legs, reclutò molti b-boy anche fuori dal Bronx. Ken Swift, Mr. Freeze, Lil Crazy Legs e molti altri, divennero esponenti della Rock Steady nella zona di Manhattan. In breve nacquero molte altre crew fra cui i Dynamic Rockers, protagonisti assieme ai Rock Steady, della celebre sfida al Lincoln Center di New York del 1981. Questa sfida fu la prima ad essere trasmessa via etere dalla ABC e successivamente inserita nel documentario Style Wars (1982) della P.B.S.. Negli anni a seguire, l'esplosione mediatica che la break dance ebbe, offrì l'opportunità a migliaia di giovani di confrontarsi con questa nuova forma d'espressione. Nella West Coast, a Los Angeles, i b-boy si concentrarono molto sulla pratica delle powermove ed introdussero molte evoluzioni. Los Angeles è anche lo scenario di due film storici: Breakin (1984) e Breakin 2: Electric Boogaloo (1985). Televisione, pubblicità, cinema, teatro, festival: la break dance era dappertutto e la sua pratica si diffondeva in tutto il mondo.

### Dal 1990 ad oggi
Benché la forte popolarità del breaking sia scemata negli anni novanta, è rimasto comunque un fenomeno tradizionale per il grande pubblico, mantenendo una certa esposizione mediatica, attraverso presenze in film, pubblicità e videogame (nel 2006 la Sony lancia sul mercato B-boy: the game, il primo videogioco interamente ambientato nel mondo della break dance). Per molti entusiasti breaker rimane uno stile di vita, per alcuni, uno sport dove competere in esibizioni e gare annuali di livello sia nazionale che internazionale, tra cui The Notorius IBE, Redbull BC One, Battle of the Year e il World B-boy Classic. Dal 2002 circa, il b-boying e le danze hip hop sono tornate alla ribalta in tutto il mondo. Oltre alla scena degli Stati Uniti, è venuta alla ribalta la scena tedesca (già famosa dagli anni novanta), francese, sud-coreana e russa. La breakdance verrà riconosciuta sport olimpico alle olimpiadi estive del 2024, a Parigi.

### Storia italiana

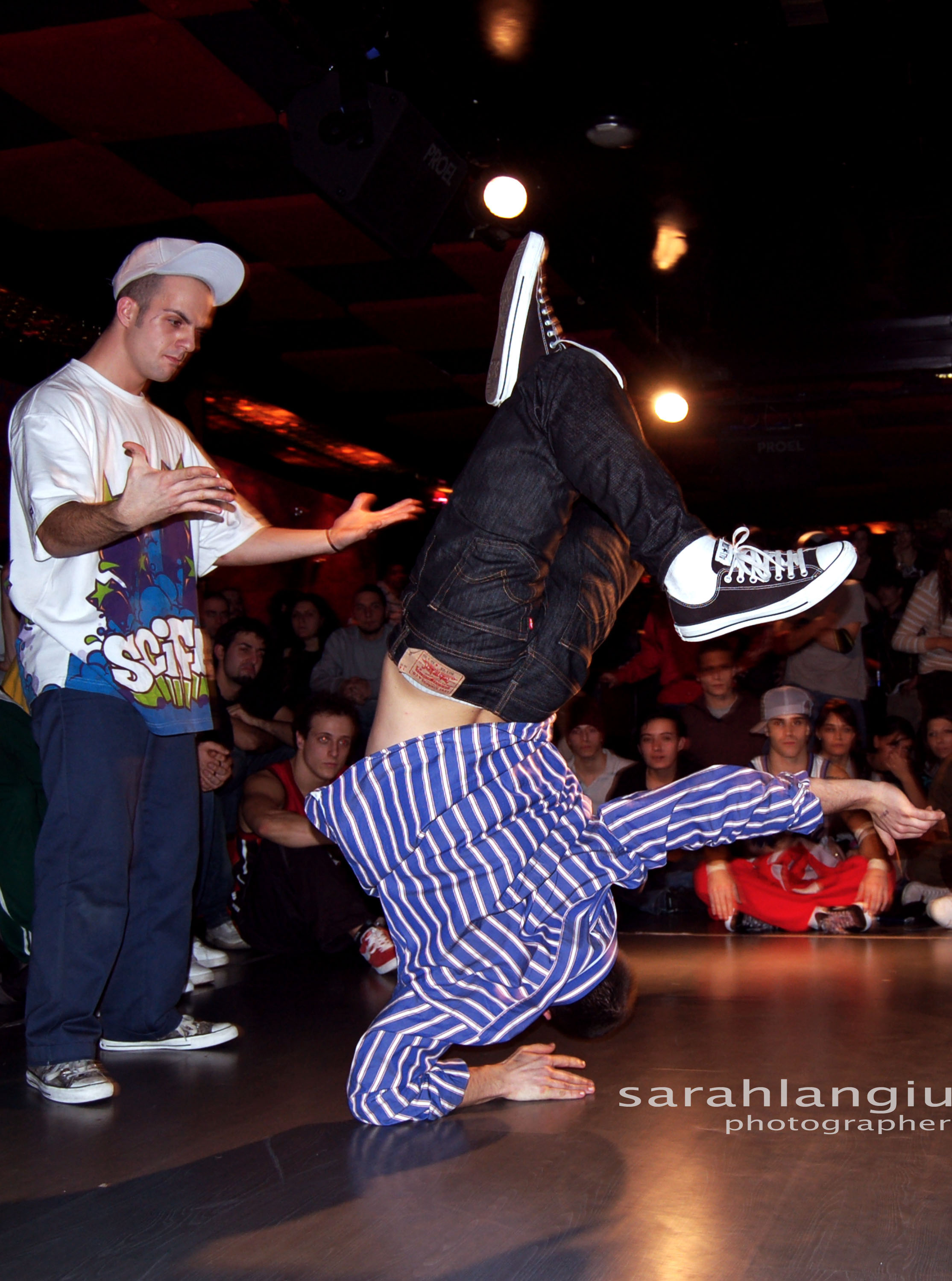
Una sfida di breaking in Italia

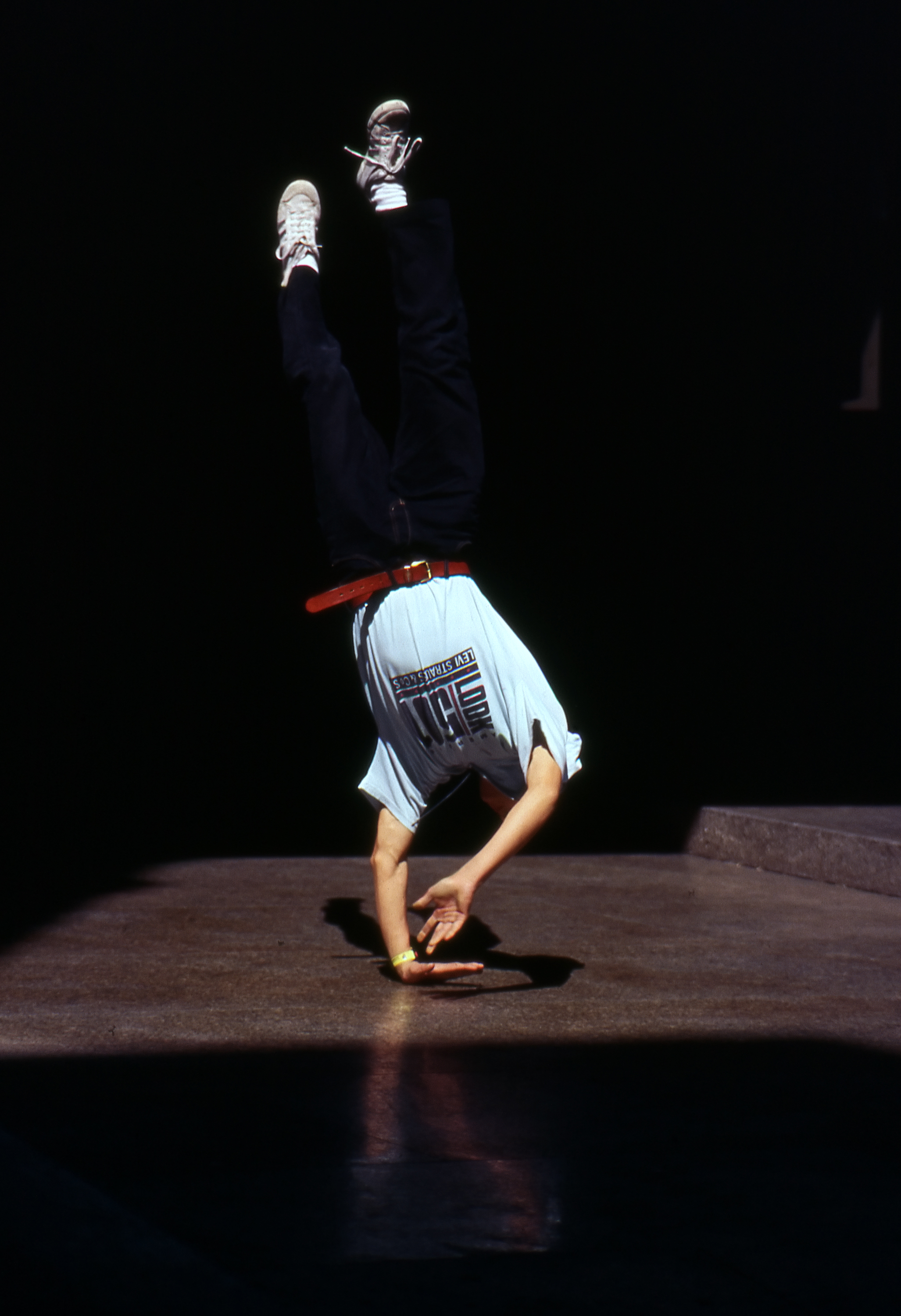
Break Dancer di strada a Torino nel 1994

La "moda" del breaking giunge in Italia nei primi degli anni ottanta grazie al film Flashdance e si sviluppa di pari passo con il movimento hip hop. A differenza degli Stati Uniti, in Italia il movimento si sviluppa anche grazie al sostegno dei centri sociali, in particolare a Roma (Snia e Forte Prenestino) e Bologna (Isola nel Kantiere, Livello 54), oltre lo "stile italiano" anche all'esternonova. A partire dagli anni novanta, b-boy e b-girl iniziano a rappresentare lo "stile italiano" anche all'estero.
Dal 1985 al 1989 uno dei gruppi di spicco del breaking italiano furono gli Street Elite Genova di cui facevano parte Bboy Emilio, Bboy Giorgio, Corrado, Falcon e Roby Fastbreak.
Sempre in quegli anni altri b-boy e b-girl hanno caratterizzato la scena italiana, fra i tanti ricordiamo Maurizio, Crash Kid, Mario di Roma, Jimmy di Panama, Atomik, Scacio di Mantova, Papà Break, Ice Mc, Lionell, Alessandra di Torino, Igor Castiglia, Dc Ace, Cioccolata, Sbirolo, Micca, Pezzo, Paki, IronGlass, LilFly, Sean di Milano, Carry D, Dj Gruff, Zero-T, Luca Miniati in arte Led di Firenze e Massimo Angelini.
Nel 1991 Maurizio ed Emilio con la crew Battle Squad vincono il Battle of the Year, e nel 1995 trionfano anche Kid Head e Crash Kid con il gruppo The Family. Fra il 1991-92 i Battle Squad si recano a New York dove "esportano" lo stile europeo e donano nuova linfa alla scena newyorkese che da alcuni anni registrava un calo numerico e qualitativo.

## Caratteri espressivi

### Musica
Poiché l'usurata citazione break the beat perdura, la musica continua ad essere ingrediente principale della break dance. La caratteristica più comune della musica per breakdance consiste nei cosiddetti break, o compilation formate da campionamenti presi da differenti brani, collegati e concatenati dal DJ, dove il tempo varia generalmente tra 120 135 bpm.  Kool Herc è accreditato come l'inventore di questo concetto, che più tardi generò i breakbeat, brani musicali interamente creati partendo dai break e la cosiddetta musica hip hop. Per creare nuovi breakbeat i dj si rifanno ai generi progressivi di jazz, soul, funk, disco ed R&B. La selezione musicale per praticare break dance non è limitata alla musica hip hop, ma a tutti gli altri generi musicali in cui è presente un beat.

### Tecnica
Durante la propria sessione di ballo il b-boy generalmente segue una struttura espressiva, fortemente legata alle categorie tecniche dei passi:
- Toprock - parte "in piedi" all'inizio della sessione;
- Go-down - passaggio dalla parte in piedi(toprock) a quella "a terra" (downrock);
- footwork - categoria di passi che prevedono l'utilizzo delle gambe;
- Powermove - categoria di movimenti di rotazione veloci attorno ad un asse del corpo;
- Freeze - categoria di posizioni di blocco in equilibrio del corpo, usato generalmente alla fine della sessione.
  - Baby Freeze - consiste nell'appoggiare la testa per terra, poggiare anche le mani e, sui gomiti appoggiare una gamba e mantenere l'altra sollevata.
  - Chair Freeze - consiste nell'appoggiare la testa, un piede e una mano tenendo l'avambraccio perpendicolare al fianco e al resto del braccio e tenendo il corpo parallelo al terreno con il fianco verso il basso.
- Suicide - è una caduta improvvisa - e volontaria - sulla schiena, o su una spalla, il sedere, la pancia, ecc.

#### Influenze sulla tecnica
I primi b-boy si ispirarono principalmente ai modelli offerti dai media e dalla propria cultura di origine (afro-americana e latina). La maggior parte degli ispiratori hanno un background africano ed erano personaggi di spicco nel mondo dello spettacolo americano degli anni settanta. Con gli anni ottanta, a seguito della diffusione mediatica del breaking, la trasmissione Soul Train nel ciclo condotto da Don Cornelius diventò la vetrina per numerosi artisti e ballerini, continuando ad influenzare il modo di ballare dei b-boy e di chi praticava altri stili di danza hip hop.
Di seguito riportiamo un elenco di personaggi e pratiche che sono riconosciute come le fonti d'ispirazione "chiave" per la nascita del breaking.
- James Brown - Cantante afroamericano, durante i suoi concerti eseguiva virtuosi passi in piedi.
- Sammy Davis Jr. - Cantante afroamericano, durante i suoi concerti eseguiva virtuosi passi in piedi.
- Michael Jackson - Cantante e ballerino protagonista di numerosi videoclip a partire dagli anni ottanta.
- Nicholas Brothers - Ballerini afroamericani, famosi per le loro performance acrobatiche.
- Fancy dance - Stile di ballo riconducibile alla tribù dei nativi americani lakota.
- Salsa - Stile di ballo latino-americano sulle note dell'omonimo genere musicale.
- Film di Kung Fu anni settanta - Nel Bronx le proiezioni di questo genere di film erano molto diffuse e a basso costo.
- Ginnastica artistica - Alcuni mosse, in particolare salti e power, derivano da esercizi caratteristici di questo sport.
- Muhammad Ali - Pugile afroamericano, presero ispirazione dalle sue movenze bouncin.[10]

### Cypherebattle
Originariamente il breaking prende vita in strada nei cosiddetti cypher: cerchi di persone dove i b-boy si alternano per eseguire una sessione di ballo. Oltre che un momento di espressione ed allenamento, il cypher rappresenta un modo di socializzazione giovanile. All'interno del cypher può nascere una sfida individuale o di gruppo, chiamata in gergo battle. A partire dagli anni ottanta, si organizzano eventi detti contest, che vedono sfidarsi, tramite criteri prestabiliti, b-boy e crew da varie parti del mondo, in misura alle proporzioni dell'evento.
Il cypher e il battle sono una reinterpretazione culturale poiché modificano antiche pratiche rituali adattandole all'ambiente urbano contemporaneo. 
Oramai il breaking è visibile in: scuole di danza e palestre, contest, videoclip, musical, film di genere hip hop.

### Altri criteri espressivi
Lo studio della tecnica e delle mosse, è abbinato a quello di alcuni fattori che determinano il livello espressivo e spettacolare di una sessione di break dance. I b-boy riscuotono successo nella comunità, quando inventano o innovano mosse e le eseguono in accordo con il ritmo e la melodia. Alcuni termini tipici dell'hip hop, nel gergo strettamente legato al b-boying, identificano altre caratteristiche espressive:
- Flow - termine in comune con il Rap, indica il livello di padronanza nell'esecuzione dei passi in relazione al fattore espressivo. Il flow determina la differenza fra una "fredda" esecuzione dei passi rispetto ad un'altra più "sentita", e quindi più espressiva;
- Attitude - atteggiamento, carattere, fiducia di sé. Indica come un b-boy vive personalmente la sua sessione.

Tutti questi fattori sono caratteristiche imprescindibili per sfruttare a pieno le potenzialità di questa disciplina.

### Moda
(Michael Holman, Hip Hop Files)

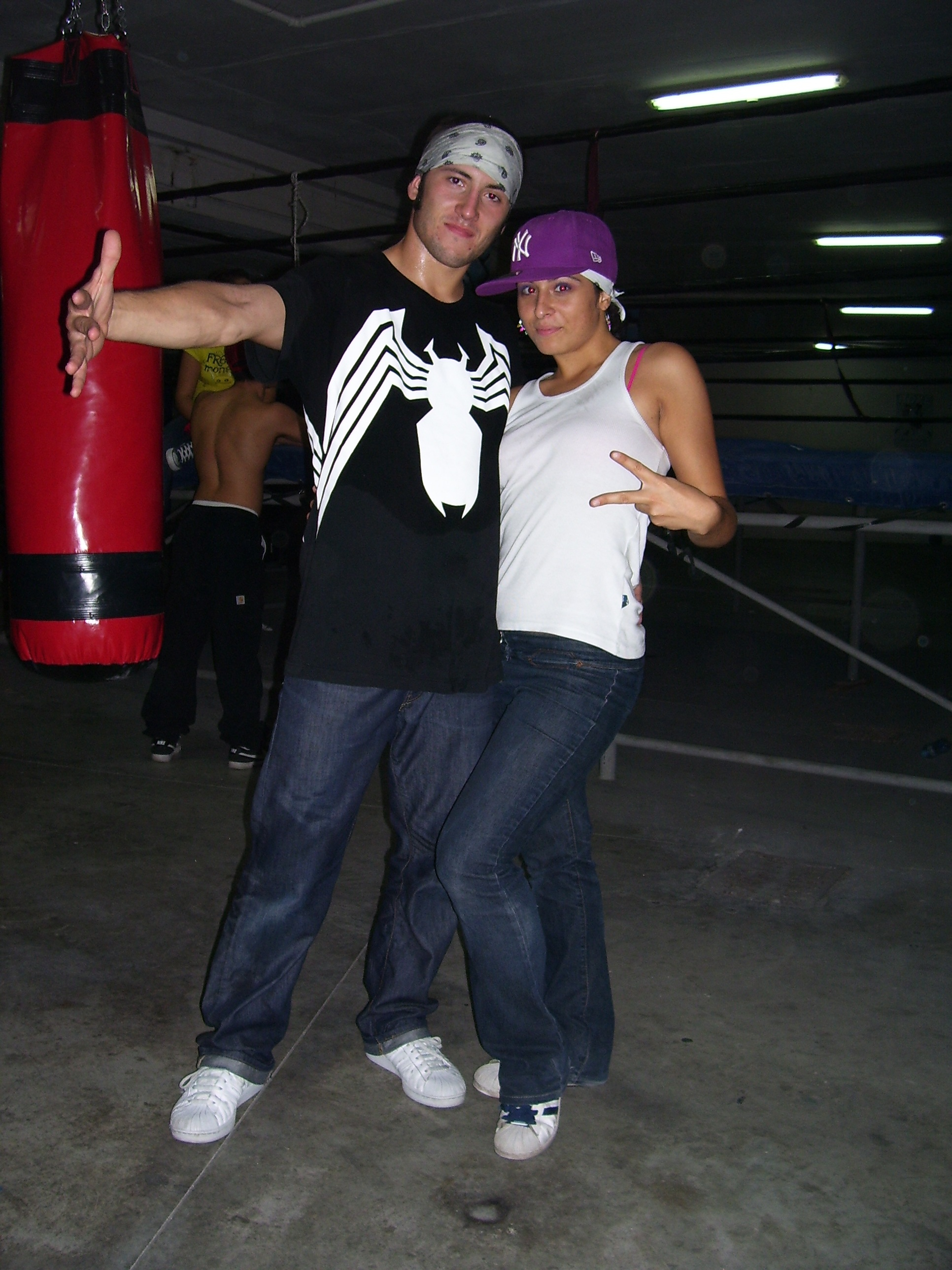
Un tipo di abbigliamento da b-boy e da b-girl

Per molti breaker, lo stile d'abbigliamento definisce il proprio stile di ballo e di vita. Per questo reperire e personalizzare capi d'abbigliamento è una delle attività caratteristiche di chi vive la cultura hip-hop e del breaking. La personalizzazione generalmente avviene tramite l'applicazione di scritte e loghi simboleggianti la crew di appartenenza o il proprio "alias"; l'abbinamento di colori fra i vari capi, utilizzando accessori come larghi lacci da scarpe, t-shirt sportive, cappelli a visiera o cuffia.
Oltre che dal fattore estetico, l'abbigliamento è condizionato dal fattore pratico, in relazione ai tipi di movimenti da eseguire. Sono capi d'abbigliamento diffusi: scarpe da ginnastica, tute di nylon, cappelli di lana, pantaloni jeans.
Altri marchi molto in uso nel mondo della break dance e sono: Ecko Unlimited, Dickies, Tribal e altri.
Nel corso degli anni le mode all'interno della comunità internazionale di breaking rimandano a specifici luoghi di provenienza e periodi. Allo stesso modo, grandi marchi come Adidas, Nike e Puma, hanno caratterizzato la storia del breaking fornendo capi d'abbigliamento utilizzati dai b-boy di tutto il mondo.
I b-boy oggi vestono in maniera differente, conservando l'ideale del vestirsi "fresh", che non riguarda solo il "cosa" indossare piuttosto il "come" farlo, sfoggiando anche nella moda il proprio attitude. Assieme alla diffusione 
del breaking come forma d'arte dalle città verso le cinture suburbane e verso differenti gruppi sociali, si sono quindi sviluppati diversi sensi per intendere il termine "fresh".

## Competizioni Major
- Battle of the Year (BOTY) è stata fondata nel 1990 da Thomas Hergenröther in Germania. È la prima e più grande competizione internazionale di breakdance per gruppi di breakdance. BOTY organizza tornei di qualificazione regionali in diversi paesi come Zimbabwe, Giappone, Israele, Algeria, Indonesia e Balcani. Gli equipaggi che vincono questi tornei gareggiano nella finale del campionato a Montpellier, in Francia.

- The Notorious IBE è una competizione di breakdance con sede in Olanda fondata nel 1998. L'IBE (International Breakdance Event) non è una competizione tradizionale perché non sono presenti palchi né giudici. Invece, ci sono eventi competitivi a tempo che si svolgono in grandi cifre a più livelli – spazi di danza circolari circondati da osservatori – dove i vincitori sono determinati dall’approvazione del pubblico.

- Chelles Battle Pro è stato creato nel 2001 e si tiene ogni anno a Chelles, in Francia. Ci sono due gare. Una è una competizione per bambini per breaker solitari di età pari o inferiore a 12 anni.

- Red Bull BC One è stato creato nel 2004 dalla Red Bull e viene ospitato ogni anno in un paese diverso. La competizione riunisce i 16 migliori demolitori di tutto il mondo.

- R-16 Korea è una competizione di breakdance sudcoreana fondata nel 2007 dagli asiatici americani Charlie Shin e John Jay Chon. Come BOTY e Red Bull BC One messi insieme, Respect16 è una competizione per i migliori 16 equipaggi classificati al mondo.

- Giochi olimpici giovanili ha incorporato la breakdance come parte del suo programma, a partire dalle Olimpiadi estive della gioventù 2018 a Buenos Aires. La breakdance può essere inclusa in quanto è una disciplina della danza sportiva, riconosciuta dal Comitato Olimpico Internazionale.

- Giochi della XXXIII Olimpiade a Parigi la breakdance farà il suo debutto olimpico. 16 breakdancer maschili e 16 femminili si sfideranno in incontri testa a testa.

## Cultura

### B-boy
Il termine b-boy (maschile) e b-girl (femminile) indica chi pratica break dance. La "b" iniziale non ha un significato ben preciso ma è solitamente ricondotta a parole come: break, Bronx, boogie, black. Un b-boy vive il breaking come uno stile di vita e una ricerca espressiva. Col termine breaker o breakdancer s'intende chi pratica solo l'aspetto tecnico ed è completamente distaccato dalla cultura di riferimento.
B-boy e b-girl sono presenti in tutto il mondo e solitamente si incontrano in occasione di battle, jam, party, confrontandosi e socializzando nel cypher.

### Crew
Inizialmente i b-boy si identificavano come un ristretto collettivo di persone, ovvero i ragazzi che ballavano "a terra" ai party di Kool Herc e non come una vera e propria categoria. Questo la dice lunga sulla natura aggregativa del breaking.
Fin dalle origini i b-boy si sono riuniti in crew. Prevalentemente gruppi informali di persone accomunati per ambiente, stile di vita e ideali. Successivamente, con la professionalizzazione della break dance, le crew si formano soprattutto per il conseguimento di un obiettivo (vincere un battle, realizzare una serie di spettacoli, organizzare eventi ecc.).
La crew per antonomasia è Rock Steady Crew di New York, fondata nel 1977 diretta da Crazy Legs. Negli anni ottanta, grazie ad un'esposizione mediatica senza precedenti (Wild Style (film), Flashdance), l'RSC contribuì efficacemente alla diffusione e all'evoluzione del b-boying. Il Rock Steady Crew Anniversary è l'evento simbolo della preservazione della cultura hip hop e della sua evoluzione.
Fra le crew considerate old school, ovvero della "vecchia scuola", ricordiamo:
- Mighty Zulu Kings (Stati Uniti, dal 1972);
- New York City Breakers (Stati Uniti, 1982-1996);
- Dynasty Rockers (Stati Uniti, dal 1973).
- Rock Steady Crew (Stati Uniti dal 1977)
- Battle Squad (Germania/Italia - novanta);
- Enemy Squad (Ungheria - ottanta);
- Passo Sul Tempo (Italia, 1994-1997);
- Urban Force (Italia, dal 1996)

Per quanto riguarda la new school quindi la "nuova scuola", citiamo alcune fra le maggiori crew in base ai risultati nei battle e notorietà dagli anni novanta ai duemila:
- Expression (Corea del Sud);
- Gamblers (Corea del Sud);
- Mortal Kombat (Giappone);
- Floorriorz (Giappone)
- Style Elements (Stati Uniti, CA);
- Skill Methodz (Stati Uniti);
- Pockémon (Francia);
- Vagabonds (Francia);
- Flow Mo (Finlandia);
- Top 9 (Russia);
- Break Of Time (Italia)

### Eventi

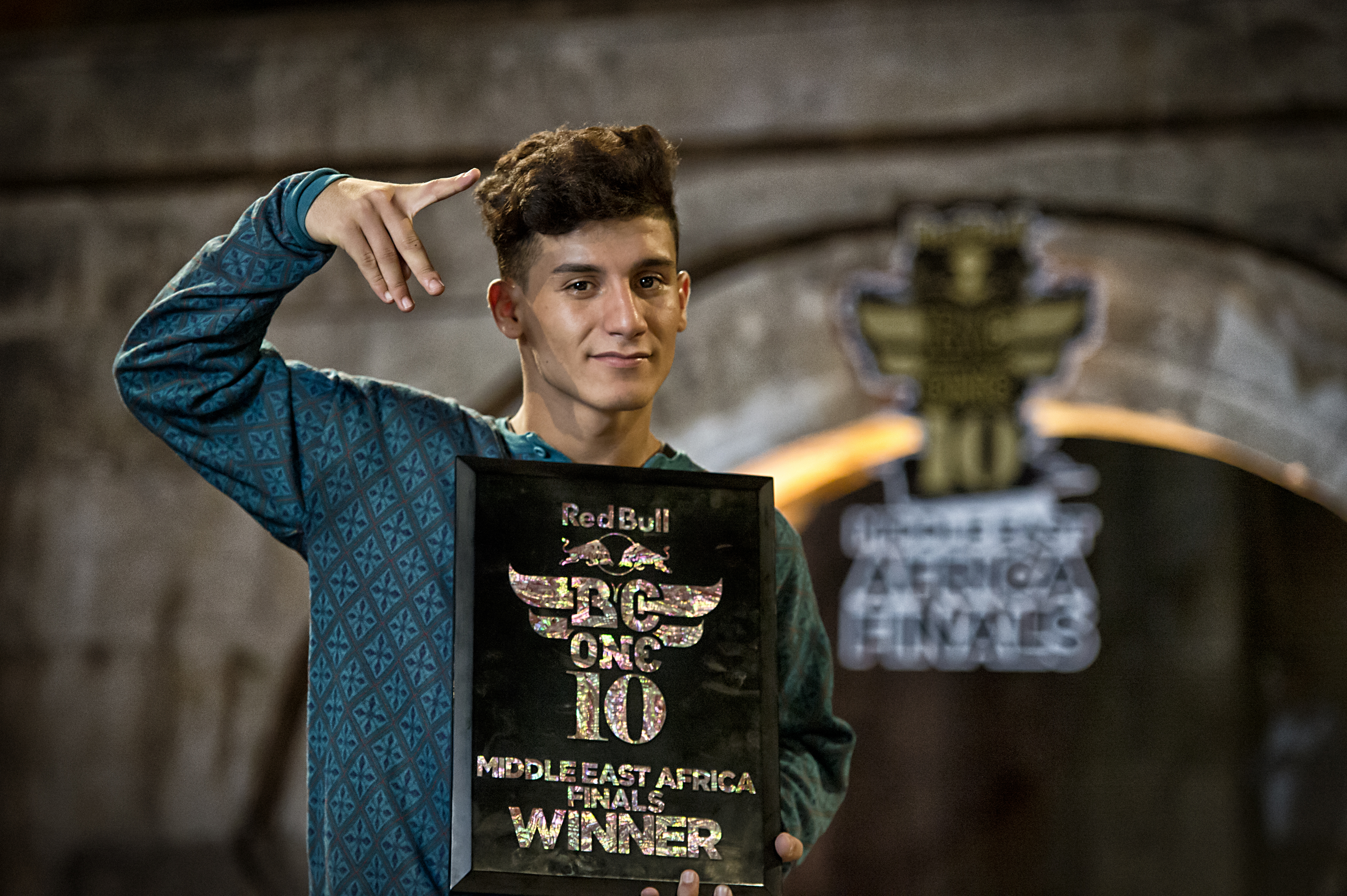
Il trofeo Red Bull Bc One Africa Middle East 2013. (vincitore Lil Zoo)

Gli eventi di break dance sono generalmente manifestazioni in cui i b-boy e le b-girl possono ballare in cerchio guidati dalla musica di uno o più dj. Fra i vari eventi ci sono i contest, i block party, le jam ecc. I contest sono i più diffusi, poiché prevedono una competizione a premi e invitano a partecipare b-boy da tutto il mondo, assumendo livelli di portata internazionale.

### Fra ballo e danza
Il breaking si pone a metà strada fra danza e ballo. È un ballo, poiché utilizzato come pratica sociale ed è una danza poiché implica studio e allenamento. La modalità originale in cui il b-boying si esprime è attraverso il cerchio. Secondo Hugues Bazin (La cultura Hip Hop, 1999), l'ambiente sub-urbano vissuto dai primi b-boy ha permesso alla breakdance di ispirarsi alla vita reale per portare avanti la propria ricerca artistica. Poiché nel breaking vengono reinterpretate pratiche socio-culturali africane, l'elemento rituale è molto forte e ne denota i significati sia estetici sia culturali. La performance di break dance, pur sfruttando i luoghi caratteristici dei balli popolari (strade, discoteche, feste private) dimostrano di essere il frutto di una ricerca espressiva.

### Influenze sulla cultura di massa
Sin dal suo inizio, il breaking ha fornito una cultura giovanile alternativa e costruttiva, rispetto alla violenta realtà delle gang urbane. Oggi, la cultura del breaking è una disciplina notevole che riunisce le abilità di ballerini e atleti. Poiché l'accettazione e la crescita è centrata esclusivamente sulle capacità che si dimostrano, tale cultura è pressoché esente da distinzioni di razza, sesso ed età, ed è stata accettata e praticata universalmente.

## Media

### Filmografia
- Wild Style, regia di Charlie Ahearn (1982)
- Flashdance, regia di Adrian Lyne (1983)
- Style Wars, regia di Tony Silver (1983)
- Beat Street, regia di Stan Lathan (1984)
- Breakdance (Breakin), regia di Joel Silberg (1984)
- Breakin' Electric Boogaloo (Breakin' 2: Electric Boogaloo), regia di Sam Firstenberg (1984)
- The Freshest Kids, regia di Elayne Blyth (2002)
- Honey, regia di Bille Woodruff (2003)
- SDF Street Dance Fighters (You Got Served), regia di Chris Stokes (2004)
- Step Up, regia di Anne Fletcher (2006)
- Kickin It Old Skool, regia di Harvey Glazer (2007)
- Inside the Circle, regia di Marcy Garriot (2007)
- Stepping - Dalla strada al palcoscenico (Stomp The Yard), regia di Sylvain White (2007)
- Step Up 2 - La strada per il successo (Step Up 2: the streets), regia di Jon Chu (2008)
- Planet B-Boy, regia di Benson Lee (2008)
- StreetDance 3D, Regia di Max Giwa e Dania Pasquini (2010)
- Balla con noi, regia Cinzia Bomoll (2011)
- Step Up 3D, regia di Jon Chu (2010)
- This is Beat - Sfida di ballo (You Got Served: Beat the World), regia di Robert Adetuyi (2011)
- StreetDance 2, Regia di Max Giwa e Dania Pasquini (2012)
- Step Up Revolution, regia di Scott Speer (2012)
- Battle of the Year - La vittoria è in ballo (Battle of the Year), regia di Benson Lee (2013)
- Step Up: All In, regia di Trish Sie (2014)
- Breaking Dance (Breaking Through), regia di John Swetnam (2015)